# Estadio del Centro Olímpico de Pekín

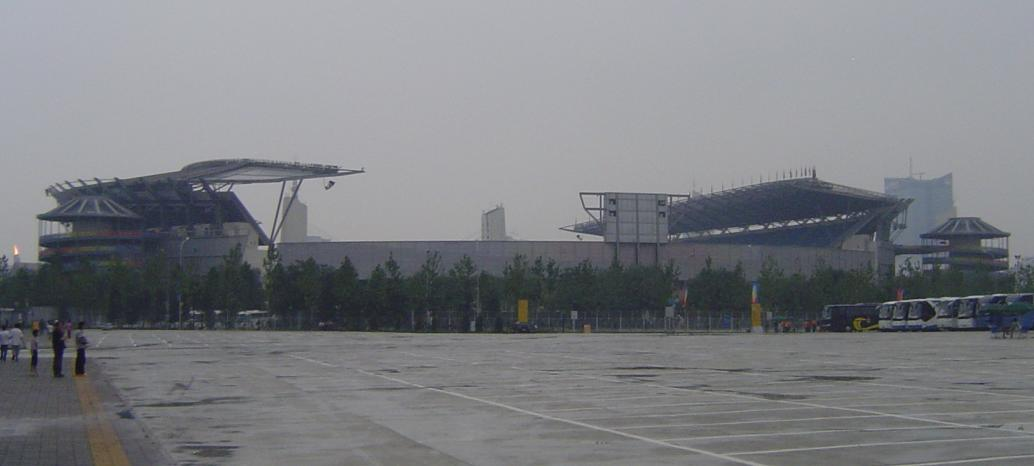
Exteriores del Estadio del Centro Deportivo Olímpico.

El Estadio del Centro Olímpico de Pekín es una instalación deportiva situada en Pekín (China) y utilizada principalmente para partidos de fútbol. Durante los Juegos Olímpicos de 2008, se constituyó como una de las sedes de las competiciones de fútbol y pentatlón moderno (carrera y salto ecuestre) . 
Tiene una capacidad de 36 228 espectadores; está ubicado en la parte sur del Parque Olímpico, distrito de Chaoyang, al norte de la capital china y cerca del Gimnasio del Centro Olímpico.